# Gouvernement Huysmans
Royaume de Belgique
Van Acker III Spaak III
Le gouvernement Huysmans est un gouvernement belge composé de socialistes, libéraux et de communistes. Il fonctionnera d'août 1946 à mars 1947.

## Composition
| Ministère                                                 | Nom                 | Parti      |
| --------------------------------------------------------- | ------------------- | ---------- |
| Premier ministre                                          | Camille Huysmans    | Socialiste |
| ministre des Affaires étrangères et du Commerce extérieur | Paul-Henri Spaak    | Socialiste |
| Ministre du Rééquipement national                         | Paul De Groote      | socialiste |
| Ministre des Finances                                     | Jean Vauthier       | technicien |
| Ministre de la Justice                                    | Albert Lilar        | Libéral    |
| Ministre du Budget                                        | Jules Joseph Merlot | Socialiste |
| Ministre de l'Instruction Publique                        | Herman Vos          | Socialiste |
| ministre des Travaux publics                              | Jean Borremans      | Communiste |
| ministre des Communications                               | Ernest Rongvaux     | Socialiste |
| ministre du Travail et de la Prévoyance sociale           | Léon-Éli Troclet    | Socialiste |
| ministre des Affaires économiques                         | Henri Liebaert      | Libéral    |
| ministre de l'Agriculture                                 | René Lefebvre       | Libéral    |
| ministre des Colonies                                     | Robert Godding      | Libéral    |
| ministre du Ravitaillement                                | Edgard Lalmand      | communiste |
| ministre de la Reconstruction                             | Jean Terfve         | communiste |
| ministre de la Santé publique et de la Famille            | Albert Marteaux     | communiste |
| ministre de la Défense nationale                          | Raoul de Fraiteur   | technicien |
| ministre de l'Intérieur                                   | Auguste Buisseret   | libéral    |
| ministre des Importations                                 | Paul Kronacker      | libéral    |